# Ferrandia arabica
Ferrandia arabica är en spindeldjursart som beskrevs av Lawrence 1954. Ferrandia arabica ingår i släktet Ferrandia och familjen Solpugidae. Inga underarter finns listade i Catalogue of Life.